# Владимир Колоколцев
Владимир Александрович Колоколцев (рус. Влади́мир Алекса́ндрович Колоко́льцев,Нижњи Ломов, 11. мај 1961) је совјетски и руски делатник унутрашњих послова, правник, доктор правних наука, генерал полиције и државник. Од 2012. године обавља дужност министра унутрашњих послова Руске Федерације.

## Чинови
- Генерал-мајор милиције (5. март 2008);
- Генерал-лајтнант милиције (10. јун 2010);
- Генерал-лајтнант полиције (24. март 2011);
- Генерал-пуковник полиције (12. јун 2013);
- Генерал полиције Руске Федерације (10. новембар 2015).

## Награде и признања

### Одликовања

#### Државна одликовања
- Орден за заслуге према Отаџбини III степена
- Орден за заслуге према Отаџбини IV степена
- Почасни службеник органа унутрашњих послова Руске Федерације
- Медаља "За изврсност у заштити јавног реда"
- Орден Александра Невског (2014)

#### Професионална одликовања и признања
- Наградни знак "Почасни службеник Министарства унутрашњих послова"
- Медаља за храброст у служби (МУПРФ)
- Медаља за изврсну службу I степена (МУПРФ) - за 20 година службе
- Медаља за изврсну службу II степена (МУПРФ) - за 15 година службе
- Медаља за беспрекорну службу III степена (МУПРФ)
- Јубиларна медаља "200 година МУП-а у Москви" (МУПРФ)
- Медаља за садејство (ГФС)
- Медаља за посебан допринос у заштити од пожара државних објеката од посебног значаја (Министарство за ванредне ситуације).

#### Регионална одликовања и признања
- Знак одличја за беспрекорну службу граду Москви (17. мај 2011).

#### Црквена одликовања и признања
- Орден преподобног Сергија Радоњешког II степена (Руска православна црква, 2012).

### Страна одликовања и признања
- Орден пријатељства ( Киргизија, 12. октобар 2021)

### Остало
- Јубиларна медаља 850. година Москве
- Почасни грађанин Нижњег Ломова
- Почасни грађанин Орловске области (2018).